# Música de dança
Música de dança é qualquer tipo de música composta especificamente para facilitar ou acompanhar a dança, bem como qualquer peça musical completa ou parte de um arranjo musical maior. Em termos de performance, as principais categorias são música de dança ao vivo e música de dança gravada. Embora existam atestados da combinação de dança e música nos tempos antigos (por exemplo, vasos gregos antigos às vezes mostram dançarinos acompanhados por músicos), a música dance ocidental mais antiga que ainda podemos reproduzir com um grau de certeza são danças antiquadas. No período barroco, os principais estilos de dança eram as danças da corte real. Na era da música clássica, o minueto era frequentemente usado como terceiro movimento, embora neste contexto não acompanhasse nenhuma dança. A valsa também surgiu mais tarde na era clássica. Ambos permaneceram no período da música romântica, que também viu o surgimento de várias outras formas de dança nacionalista, como a barcarola, a mazurca, a escocesa, a balada e a polonesa.
A música dance popular moderna surgiu inicialmente do salão de baile ocidental do final do século XIX e da música de dança social. Durante o início do século XX, a dança de salão ganhou popularidade entre a classe trabalhadora que frequentava salões de dança públicos. A música de dança tornou-se enormemente popular durante a década de 1920. Na década de 1930, chamada de era do Swing, a música Swing era a música de dança popular na América. Na década de 1950, o rock and roll se tornou a música de dança popular. O final dos anos 60 viu a ascensão da soul music e o R&B. Nova-iorquinos dominicanos e cubanos criaram a popular dança salsano final dos anos 1960, que se originou do gênero de música latina da salsa. A ascensão da música disco no início dos anos 70 fez com que a música de dança se tornasse popular entre o público. No final da década de 1970, a música dance com sonoridade eletrônica estava se desenvolvendo. Essa música, feita com recurso eletrônico, é um estilo de música popular comumente tocada em boates, rádios, shows e raves. Muitos subgêneros da música eletrônica de dance evoluíram.

## História
Embora existam atestados da combinação de dança e música nos tempos antigos (por exemplo, vasos gregos antigos às vezes mostram dançarinos acompanhados por músicos), a música de dança ocidental mais antiga que ainda podemos reproduzir com um grau de certeza são as danças medievais sobreviventes, como carol e a estampida. As primeiras dessas danças sobreviventes são quase tão antigas quanto a notação musical baseada na pauta ocidental. A música de dança renascentista foi escrita para instrumentos como o alaúde, a viola, o tabor, a flauta e o sacabuxa. No período barroco, os principais estilos de dança eram as danças da corte real. Exemplos de danças incluem o courante francês, sarabanda, minueto e o giga. Na era da música clássica, o minueto era frequentemente usado como terceiro movimento em obras não vocais de quatro movimentos, como sonatas, quartetos de cordas e sinfonias, embora neste contexto não acompanhasse nenhuma dança. A valsa também surgiu mais tarde na era clássica, quando o minueto evoluiu para o scherzo (traduzido literalmente, "piada"; um minueto mais rápido). Ambos permaneceram parte do período da música romântica, que também viu o surgimento de várias outras formas de dança nacionalista, como a barcarola, a mazurca e a polonesa. Também na era da música romântica, o crescimento e desenvolvimento do balé estendeu a composição da música de dança a um novo patamar. Frequentemente, a música de dança fazia parte da ópera.
As obras de música dance muitas vezes levam o nome da dança correspondente, por exemplo, as valsas, o tango, o bolero, o can-can, os minuetos, a salsa e o break. Outras formas de dance incluem a contradança, o merengue (República Dominicana) e o cha-cha-cha. Muitas vezes é difícil saber se o nome da música veio primeiro ou o nome da dança. As baladas são comumente escolhidas para rotinas de dança lenta. No entanto, as baladas têm sido comumente consideradas o oposto da música de dança em termos de seu ritmo. Originalmente, a balada também era um tipo de dança (daí o nome "balada", da mesma raiz que "salão" e "ballet"). 
Durante o início do século XX, a dança de salão ganhou popularidade entre a classe trabalhadora que frequentava salões de dança públicos. A música de dança tornou-se enormemente popular durante a década de 1920. As casas noturnas eram frequentadas por um grande número de pessoas, nas quais uma forma de jazz, caracterizada por orquestras extravagantes com instrumentos de cordas e arranjos complexos, tornou-se a música padrão nos clubes. Uma dança particularmente popular foi o foxtrote. Na época, essa música era simplesmente chamada de jazz, embora hoje as pessoas se refiram a ela como "jazz branco" ou big band. Em 1952, o programa de televisão American Bandstand mudou para um formato em que os adolescentes dançam enquanto os discos são tocados. American Bandstand continuou a ser exibido até 1989. Desde o final da década de 1950, disc jockeys (comumente conhecidos como DJs) tocavam músicas gravadas em boates. Na década de 1960, Chubby Checker lançou sua música "The Twist" desencadeando uma mania de dança. O final da década de 1960 viu o surgimento da música soul e o R&B, que usava arranjos orquestrais luxuosos.
Em 1970, o programa de televisão Soul Train estreou com artistas famosos de soul que tocavam ou dublavam seus sucessos enquanto o público dançava. No início dos anos 70, Kool and the Gang, Ohio Players, BT Express eram bandas de funk populares. Em meados da década de 1970, a música disco se tornou um dos principais gêneros apresentados. Em 1974, a Billboard adicionou um gráfico Disco Action com os principais sucessos de seus outros gráficos.Donna Summer, Bee Gees, Village People e Gloria Gaynor ganharam sucessos pop. O disco foi caracterizado pelo uso de instrumentos orquestrais reais, como cordas, que foram amplamente abandonados durante a década de 1950 por causa do rock. Em contraste com a década de 1920, no entanto, o uso de orquestras ao vivo em boates era extremamente raro devido ao seu custo. A mania da discoteca atingiu seu pico no final dos anos 1970, quando a palavra "disco" se tornou sinônimo de música de dança e as casas noturnas que eram chamadas de "discotecas" passou a se chamar "danceterias". Em 1981, uma nova forma de música de dança que utilizava sons eletrônicos estava se desenvolvendo. Na década de 1990, a música de dança se torna mundialmente popular juntamente com a eurodance.